# Херн-Бей
Херн-Бей (англ. Herne Bay) — город на юго-восточном побережье Англии в графстве Кент. Он расположен в 10 км к северу от города Кентербери и 6 км к востоку от города Уитстабл. На набережной Херн-Бей находится первая в мире отдельно стоящая Часовая башня, построенная в 1837 году. С позднего викторианского периода до 1978 года в городе был второй по длине пирс в Соединённом Королевстве.
Город начинался как небольшой судоходный посёлок, принимавший товары и пассажиров из Лондона по пути в Кентербери и Дувр. Город приобрёл известность как морской курорт в начале XIX века после строительства прогулочного пирса и набережной группой лондонских инвесторов и достиг своего расцвета в конце викторианской эпохи. Его популярность как места отдыха снизилась за последние десятилетия из-за увеличения числа поездок за границу и, в меньшей степени, из-за наводнений, которые помешали реконструкции города. В 2011 году в городе проживало 38 563 человека.

## История

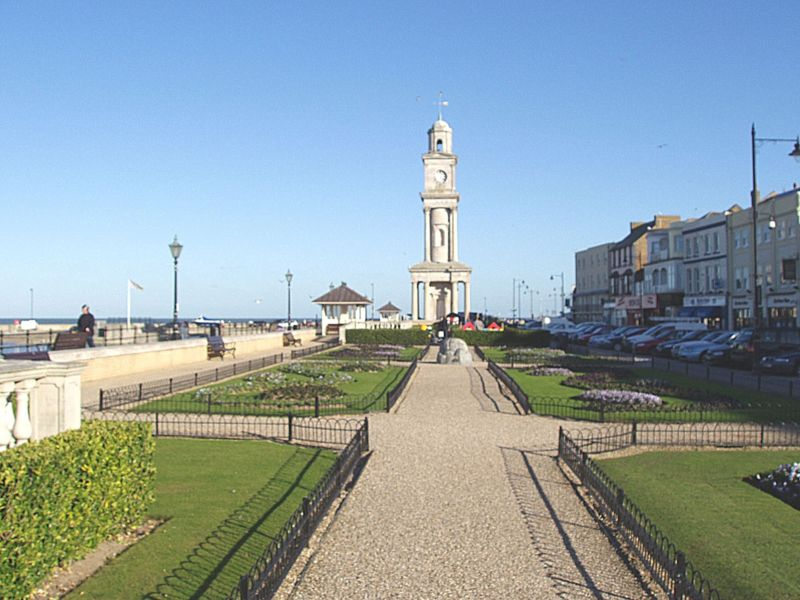
Часовая башня

Город Херн-Бей получил своё название от соседней деревни Херн, в двух километрах от залива. Слово herne, означающее место на уголке земли, произошло от древнеанглийского hyrne, означающего угол. Деревня впервые упоминается примерно в 1100 году как Хирнан. Угол может относиться к крутому повороту второстепенной римской дороги между Кентербери и Рекалвером в Херне.
Одним из старейших зданий в Херн-Бей является гостиница «Корабль» конца XVIII века, которая служила центром для небольшого судоходного и фермерского сообщества, которое впервые заселило город. В это время между Херн-Бей и Лондоном регулярно курсировали пассажирские и грузовые суда, а из Ньюкасла — суда с углём. Из Херна можно было легко добраться по дороге в город Кентербери.
По данным переписи 1801 года, население Херн-Бей, включая Херн, составляло 1232 человека. В начале XIX века в городе действовала банда контрабандистов, которая регулярно участвовала в драках с правоохранительными органами, пока, наконец, не была побеждена в 1820-х годах. В 1830-х годах группа лондонских инвесторов, осознавших потенциал Херн-Бей как морского курорта, построила деревянный пирс и набережную. Это и последующее строительство железнодорожного вокзала привели к быстрому расширению города; между 1831 и 1841 годами население города выросло с 1876 до 3041 человек. Лондонские бизнесмены намеревались переименовать город в Сент-Огастин, но это название не понравилось жителям, и прежнее название осталось. В 1833 году парламентский акт учредил Херн-Бей и Херн как отдельные города. Местный землевладелец сэр Генри Оксенден пожертвовал участок земли для первой городской церкви, Крайст-Чёрч, которая была открыта в 1834 году. В 1837 году миссис Энн Туэйтс, богатая вдова из Лондона, пожертвовала около 4000 фунтов стерлингов на строительство башни с часами высотой 23 м на набережной города. Считается, что это первая отдельно стоящая специально построенная башня с часами в мире.
В 1840-х годах между Херн-Бей и Лондоном начали курсировать пароходы. Был тип пляжной лодки, уникальной для залива Херн и близлежащего Танета, известной как верейка Танет, узкая тянущая лодка длиной около 5 м. Эти лодки в основном использовались для рыбалки; однако с появлением туризма и упадком рыболовства они стали использоваться в основном для увеселительных поездок. В документе, датированном 1840 годом, записано, что в городе есть следующие школы, все из которых сейчас не существуют: школа-интернат Хаддингтон, Оксенден-Хаус, Британская школа, Проспект-плейс и школа на Херн-стрит. В это время деревню Херн часто называли Херн-стрит. В том же документе также упоминаются все ещё существующие гостиницы Rodney Head, The Ship и Upper Red Lion.
В 1912 году в Херн-Бей Джорджем Джозефом Смитом было совершено первое убийство «Невесты в ванне». Сценарист Би-би-си Энтони Коберн, живший на курорте, был одним из тех, кто задумал полицейскую будку как машину времени для «Доктора Кто». Во время Второй мировой войны у берегов залива Херн и Уитстабл был построен морской форт, который существует до сих пор. Прибрежная деревня Рекалвер, к востоку от залива Херн, была местом испытаний прыгающей бомбы, использованной «Разрушителями плотин» во время войны.

### Пирс

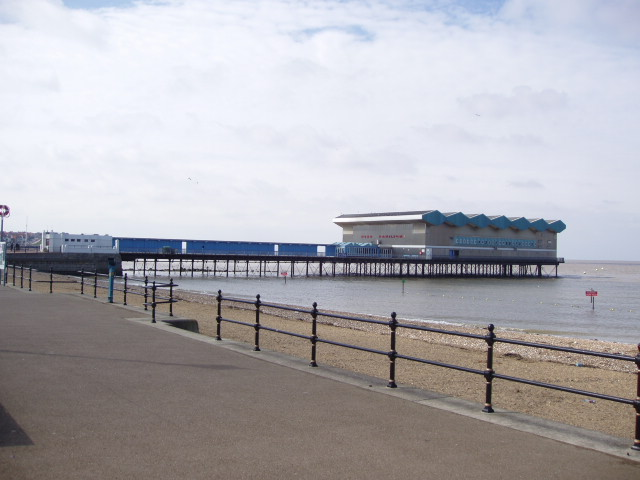
Вид пирса Херн-Бей со стороны суши

Первоначальный деревянный пирс пришлось разобрать в 1871 году после того, как его владельцы были ликвидированы, а морские черви повредили древесину. Более короткий железный пирс длиной 100 метров с театром и магазинами у входа был построен в 1873 году. Однако пароходам было слишком тесно. Причал оказался убыточным, и в 1896 году началось строительство железного причала, который должен был быть длиннее и иметь электрический трамвай. При длине 1097 м этот пирс был вторым по длине в стране, уступая только пирсу в Саутенд-он-Си.
Расцвет города как морского курорта пришёлся на позднюю викторианскую эпоху; население почти удвоилось с 4410 до 8442 человек в период с 1881 по 1901 год. Большая часть поздневикторианского прибрежного зодчества сохранилась до наших дней. В 1910 году к берегу причала был пристроен павильон. К 1931 году население города выросло до 14 533 человек. В начале Второй мировой войны армия проделала две бреши между концом пирса, обращённым к суше, и терминалом, обращённым к морю, в качестве меры противодействия вторжению. Две щели пирса были перекрыты для пешеходов после войны.
1963 год ознаменовал конец движения пароходов от пристани. В 1970 году пожар уничтожил павильон пирса, и планировалось заменить его спортивным центром, который был открыт в 1976 году бывшим премьер-министром Эдвардом Хитом. Центральная часть пирса была снесена штормом в 1978 году, в результате чего конец пирса остался изолированным в море. Он не был перестроен из-за стоимости; однако жители и предприятия города выступили за его восстановление. Спорткомплекс снесли в 2012 году, оставив голую платформу.

## Управление
С 1983 года членом парламента от Северного Танета, охватывающего северный Танет и Херн-Бей, является консерватор Роджер Гейл. На парламентских выборах 2010 года он получил большинство в 13 528 голосов с 52,7 % голосов в Северном Танете. Лейбористы получили 21,5 % голосов, либерал-демократы — 19,4 % и партия независимости Соединённого Королевства — 6,5 %.
Херн-Бей, наряду с Уитстаблом и Кентербери, находится в районе местного самоуправления города Кентербери, хотя он остаётся отдельным городом с сельской местностью между ним и Кентербери. В городе пять избирательных округов: Херон, Херн и Брумфилд, Гринхилл и Эддингтон, Уэст-Бэй и Рекалвер. Эти приходы имеют тринадцать из пятидесяти мест в городском совете Кентербери. Как и на местных выборах 2011 года, двенадцать из этих мест принадлежали консерваторам, а одно — либерал-демократам.

## География

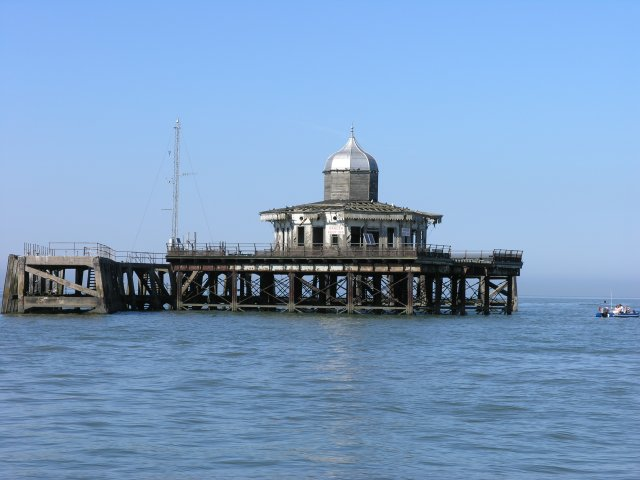
Пирс Херн-Бей, вид с моря

Херн-Бей находится на северо-востоке графства Кент, на побережье устья Темзы. Город находится в 7,2 км к востоку от города Уитстабл и в 10,6 км к северу-востоку от города Кентербери. Деревня Херн находится примерно в 2,4 км к югу, а деревня Рекалвер — примерно в 4,8 км к востоку. Пригороды города — Хэмптон, Гринхилл и Стадд-Хилл на западе, Эддингтон и Брумфилд на юге, а также Белтинг и Хиллборо на востоке. Затопленное поселение Хэмптон-он-Си когда-то существовало рядом с тем, что сейчас является Хэмптоном.
На ландшафт города во многом повлиял ручей Пленти, который течёт на север через центр города и впадает в море. Считается, что в древние времена это был гораздо более крупный поток. Береговая линия имеет две отдельные бухты, разделённые выступом земли, образованным илом от устья ручья в море. Первые здания в городе были построены вдоль восточной бухты, недалеко от устья ручья, где дорога из Кентербери встречалась с морем. С тех пор город распространился по обеим бухтам, долине Пленти-Брук и относительно высокогорью по обеим сторонам долины. Земля к востоку от долины достигает высоты 25 метров над уровнем моря, а к западу — 10 метров. Там, где эта возвышенность встречается с морем, находятся скалы.
Возвышающаяся земля у побережья, между долиной и восточными скалами, известна как «Даунс» (не имеет отношения к Норт-Даунсу или Саут-Даунсу). Этот район был назван участком научного интереса и особой охраняемой территорией для птиц. Все северо-восточное побережье Кента объявлено участком особого научного интереса. Геология города состоит в основном из лондонской глины, перекрытой кирпичом на западе. Песок и глина Даунса подвержены оползням.
Ручей Изобилия теперь проходит через дренажную систему города, что позволяет строить здания поверх него. Ручей был подвержен наводнениям во время проливных дождей, особенно во внутренних районах, что регулярно создаёт проблемы для людей, живущих в районе Эддингтона на юге залива Херн.
В штормовую погоду уровень моря у побережья может подняться на два метра. В прошлом это вызывало катастрофические наводнения в городе. Самое сильное наводнение в истории города произошло в 1953 году. Впоследствии были построены береговые укрепления, включая волноломы и галечный пляж. В 1990-х годах эта защита была сочтена недостаточной, и для защиты наиболее уязвимых районов города был построен морской волнорез, ныне известный как Рука Нептуна.

## Климат
В заливе Херн преобладает океанический климат (Классификация климатов Кёппена Cfb).
Ближайшая метеостанция находится в Манстоне, в 10 милях к востоку.
В восточном Кенте самое тёплое время года — июль и август, когда максимальная температура в среднем составляет около 21 °C; самые прохладные месяцы — январь и февраль, когда минимальная температура составляет в среднем около 1 °C. Средняя максимальная и минимальная температура в Восточном Кенте примерно на полградуса выше, чем в среднем по стране. В заливе Херн иногда теплее, чем в других частях Кента, поскольку он окружён Норт-Даунс с юга, что вызывает эффект Фена, когда ветры дуют с юга или юго-запада. В период с 1999 по 2005 год в Херн-Бей девять раз регистрировалась самая высокая дневная температура в Соединённом Королевстве. Среднегодовое количество осадков в Восточном Кенте составляет около 728 мм, самые влажные месяцы — с октября по январь. Это было ниже, чем среднегодовое количество осадков по стране, составляющее 838 мм, а недавние засухи привели к запрету использования шлангов компанией Mid Kent Water.
Самая высокая температура, зарегистрированная в заливе Херн, была в августе 2003 года, когда температура достигла 36,5 °C во время европейской жары 2003 года, а самая низкая температура была в январе 1940 года, когда было −13 °C.

## Демография
|                       | Херн-Бей | Сити-оф-Кентербери | Англия     |
| --------------------- | -------- | ------------------ | ---------- |
| Всё население         | 35,188   | 135,278            | 49,138,831 |
| Родившиеся за рубежом | 3.7 %    | 5.1 %              | 9.2 %      |
| Белые                 | 99 %     | 97 %               | 91 %       |
| Азиаты                | 0.7 %    | 1.6 %              | 4.6 %      |
| Чёрные                | 0.2 %    | 0.5 %              | 2.3 %      |
| Христиане             | 77 %     | 73 %               | 72 %       |
| Мусульмане            | 0.3 %    | 0.6 %              | 3.1 %      |
| Индуисты              | 0.2 %    | 0.4 %              | 1.1 %      |
| Атеисты               | 14 %     | 17 %               | 15 %       |
| Старше 65 лет         | 22 %     | 19 %               | 16 %       |
| Безработные           | 2.9 %    | 2.7 %              | 3.3 %      |

По данным переписи населения Великобритании 2001 года, в округах Херн-Бей проживало 35 188 человек, а плотность населения составляла 11,3 человека на гектар.
Из 14 732 домохозяйств города 48,7 % составляли супружеские пары, живущие вместе, 8,4 % — сожительствующие пары и 8,3 % — родители-одиночки. 30,2 % всех домохозяйств состоят из отдельных лиц, а 20,5 % составляют одинокие люди пенсионного возраста. В состав 27,7 % домохозяйств входили дети в возрасте до 16 лет или лица в возрасте от 16 до 18 лет, получавшие очное образование. Средний размер домохозяйства составлял 2,74 человека.
Этническая принадлежность города составляла 98,5 % белых, 0,6 % представителей смешанной расы, 0,4 % азиатов, 0,2 % чёрных и 0,3 % китайцев или других представителей других национальностей. Место рождения жителей: 96,3 % Великобритания, 0,6 % Ирландия, 0,3 % Германия, 0,6 % другие страны Западной Европы, 0,2 % Восточная Европа, 0,6 % Африка, 0,3 % Дальний Восток, 0,3 % Южная Азия, 0,2 % Ближний Восток, 0,2 % Северная Америка и 0,2 % Океания. Религия была зарегистрирована как 77,3 % христиан, 0,3 % мусульман, 0,2 % индуистов, 0,2 % буддистов, 0,1 % евреев и 0,1 % сикхов. 14,2 % были зарегистрированы как не исповедующие религию, 0,3 % исповедовали альтернативную религию и 7,4 % не указали свою религию.
На каждые 100 женщин приходилось 89,9 мужчин. Распределение по возрасту составило 6 % в возрасте 0-4 лет, 14 % в возрасте 5-15 лет, 4 % в возрасте 16-19 лет, 29 % в возрасте 20-44 лет, 25 % в возрасте 45-64 лет и 22 % в возрасте 65 лет и над. В городе был высокий процент жителей старше 65 лет по сравнению со средним показателем по стране 16 %. Как приморский город, Херн-Бей является популярным местом для пенсионеров; многие современные пенсионные комплексы расположены недалеко от набережной.
Экономическая активность жителей в возрасте 16-74 лет составила 36 % при полной занятости, 13 % при неполной занятости, 9 % самозанятых, 3 % безработных, 2 % студентов с работой, 3 % студентов без работы, 18 % пенсионеры, 7 % ухаживают за домом или семьёй, 6 % постоянно больны или нетрудоспособны и 2 % экономически неактивны по другим причинам. Это примерно соответствовало общенациональным показателям, за исключением числа пенсионеров. Этот показатель по стране был значительно ниже — 14 %. Из жителей города в возрасте от 16 до 74 лет 12 % имели высшее образование или его эквивалент по сравнению с 20 % по стране. По оценкам Управления национальной статистики, в период с апреля 2001 года по март 2002 года средний валовой недельный доход домохозяйств в районе Херн-Бей составлял 516 фунтов стерлингов (26 906 фунтов стерлингов в год).

## Экономика

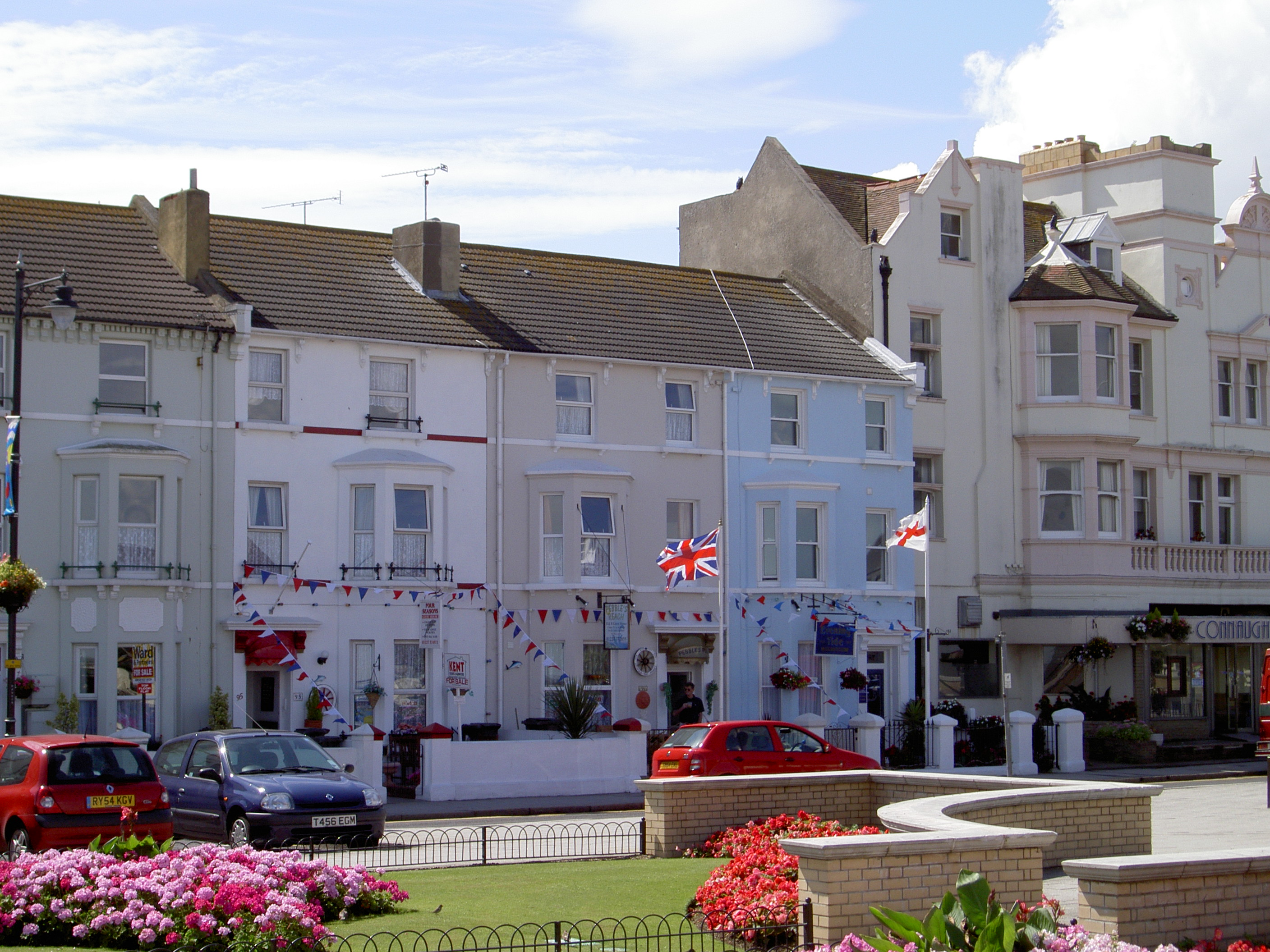
Гостевой дом на побережье

Появление зарубежных поездок и изменение тенденций в отношении отдыха в конечном итоге привели к упадку экономики города после 1960-х годов; регулярное затопление ручья Пленти помешало реконструкции центра города. Однако обширная реконструкция набережной в 1990-х годах последовала за созданием морского оборонительного причала «Рука Нептуна». На пристани образовалась небольшая гавань, используемая прогулочными судами, откуда туристы могут отправиться в путешествие на парусной яхте к месту наблюдения за тюленями в устье Темзы. Затем удалось полностью восстановить викторианские сады на берегу моря. Центральная эстрада, построенная в 1924 году, была отремонтирована после многих лет ветхости и закрытия для публики. В начале 1990-х годов к центру города были пристроены бассейн и кинотеатр. В 2005 году ветряная электростанция с тридцатью ветряными турбинами мощностью 2,75 МВт была построена в 8 км от побережья Херн-Бей и Уитстабл, производя в общей сложности 82,5 МВт электроэнергии. Недавние обновления, проведённые Советом, помогли улучшить имидж города и повысить его престиж. Есть надежда, что это привлечёт новые инвестиции в туризм и бизнес со стороны частного сектора и приведёт к возрождению экономики города.
В 2006 году городской совет Кентербери начал общественные консультации для обсуждения восстановления. Совет выразил обеспокоенность тем, что торговый центр работает непоследовательно и не может привлечь туристов, которые приезжают на набережную. Среди других поднятых проблем — нехватка жилья для отдыха, парковок и чётких пешеходных маршрутов между тремя главными достопримечательностями города: набережной, Мемориальным парком и торговым центром. Совет рассматривает возможность переноса спортивного центра с пирса и замены его другими туристическими достопримечательностями.
По переписи 2001 года отраслями занятости жителей Херн-Бей были розничная торговля (19 %), здравоохранение и социальная работа (14 %), производство (11 %), строительство (10 %), недвижимость (9 %), образование (8 %), транспорт и связь (8 %), государственное управление (5 %), отели и рестораны (5 %), финансы (4 %), сельское хозяйство (1 %) и другие общественные, социальные или персональные услуги (5 %). По сравнению с общенациональными данными, в городе было относительно большое количество рабочих в строительстве, здравоохранении и социальной сфере и относительно небольшое количество рабочих в производстве и недвижимости. Многие жители ездят на работу за пределы города. По данным переписи населения Великобритании 2001 года, 14 711 жителей города имели работу, тогда как в городе было всего 8104 рабочих места.
Одним из крупнейших работодателей является расположенный в центре супермаркет, который по состоянию на январь 2006 года рассматривал возможность дальнейшего расширения. Это одна из главных достопримечательностей торгового центра города, однако есть опасения, что его расширение может привести к тому, что он станет слишком доминирующим за счёт небольших магазинов в городе. Помимо туризма и розничной торговли, многие рабочие места также предоставляются в обрабатывающей промышленности, в основном расположенной в промышленных зонах на окраинах города, которые производят такие товары, как кухонная мебель и заводское оборудование. Большое количество рабочих мест в строительстве было создано за счёт реконструкции набережной, которая, как ожидается, продолжится вместе с предлагаемой реконструкцией центра города. Пожилое население города привело к множеству рабочих мест в сфере здравоохранения и социальной помощи в местных домах престарелых и в городской Мемориальной больнице королевы Виктории. По данным переписи 2001 года, 1,9 % населения города проживало в медицинских учреждениях или учреждениях по уходу, по сравнению со средним показателем по стране всего 0,8 %.

## Достопримечательности
На набережной есть галечный пляж протяжённостью 3 км, который был награждён европейским Голубым флагом и жёлто-синей наградой «Seaside Award» за безопасность и чистоту. На набережной есть викторианская эстрада и сады, игровые автоматы и детские игровые площадки. Достопримечательности на берегу моря включают Часовую башню, причал морской обороны, морской форт времён Второй мировой войны и прибрежную ветряную электростанцию. Здесь есть приморские кафе, рестораны со свежими морепродуктами, гостевые дома, пляжные хижины и многочисленные сооружения для занятий водными видами спорта.
Мемориальный парк, расположенный недалеко от центра города, включает в себя детскую игровую площадку, большой неглубокий пруд с утками, часто используемый для лодок с дистанционным управлением, баскетбольные и теннисные корты, а также большое пространство травы для полевых игр. В парке есть памятник и «Аллея памяти» как памятники жителям города, погибшим во время двух мировых войн.
Загородный парк Рекалвер находится примерно в 4,8 км к востоку от залива Херн и является домом для остатков церкви Святой Марии на вершине утёса в Рекалвере с её характерными башнями-близнецами, расположенными на руинах римского форта; центр для посетителей предлагает информацию о местной геологии, истории и дикой природе. Парк Wildwood Discovery Park находится примерно в 4,3 км к югу от залива Херн на дороге A291 между ним и Стерри и насчитывает более 50 видов местных животных, таких как олени, барсуки, кабаны и волки.
Мельница конца 18 века, возвышающаяся над деревней Херн, обычно открыта для посетителей по воскресеньям после обеда с апреля по сентябрь. Бетонная водонапорная башня в форме воронки возвышается над заливом Херн с вершины холма Миклбург. Эта водонапорная башня сейчас используется как база для радиопередатчиков.

## Транспорт
Железнодорожная станция Херн-Бей находится на главной линии Чатема, которая проходит между Рамсгейтом в Восточном Кенте и лондонской Викторией. Он также обслуживается юго-восточными высокоскоростными рейсами до лондонского Сент-Панкраса. Другие станции на этих линиях включают Бродстерс, Маргейт, Уитстабл, Фавершам, Джиллингем, Рочестер, Бромли Саут, Грейвсенд и Стратфорд Интернэшнл. Херн-Бей находится примерно в 1 часе и 40 минутах от лондонской станции Виктория и в 80 минутах от Сент-Панкраса. Некоторые поезда ходят до лондонских станций Кэннон-стрит и Блэкфрайарс, в основном для деловых поездок.

Северо-восток графства Кент

Автобусы Stagecoach South East Triangle / 6/36 курсируют до соседнего Уитстабла и Кентербери, куда многие жители Херн-Бей ездят на работу и за покупками. Автобусный маршрут 36 проходит до Маргита, другого популярного морского курорта. Также нечастый автобусный маршрут 7 связывает Херн-Бей с Кентербери, но маршруты Triangle/6 более частые, быстрые и прямые. Дорога A299, также известная как Thanet Way, проходит между Ramsgate и Faversham через Herne Bay и Whitstable. Дорога сливается с автомагистралью M2 в Фавершаме. В конце 1990-х дорога была преобразована в проезжую часть с двусторонним движением и перенаправлена, чтобы не проходить через городские районы Херн-Бей и Уитстабл.

## Образование
В средней школе Херн-Бей обучается около 1500 учеников. В 2002 году она стала специализированной школой и спортивным колледжем. В 2005 году она заняла 107-е место из 120 средних школ Кента. Многие учащиеся ездят в школы в других близлежащих городах, особенно в гимназии в Фавершеме, Рамсгейте и Кентербери.
В младшей школе Херн-Бей, расположенной в центре города, учится около 500 учеников. Она была основана в конце викторианской эпохи и ранее была соединена с соседней детской школой Херн-Бей. В 2006 году эта школа заняла 139-е место из 386 начальных школ штата Кент.
Деревенские школы — это начальная школа Херн, младшая школа англиканской церкви Херн, детский сад и детский сад англиканской церкви Херн, начальная школа Бриари в Гринхилле, начальная школа Хэмптона и начальная школа англиканской церкви Рекалвер. Школы англиканской церкви находятся под добровольным контролем (то есть принадлежат церкви), но, как и другие школы, находятся в ведении Совета графства Кент. В 2006 году начальная школа англиканской церкви Рекалвера добилась лучших результатов на Ключевом этапе 2 среди школ в районе Херн-Бей, заняв 133-е место из 386 государственных начальных школ Кента.
Кентерберийский колледж в Херн-Бей — это филиал Кентерберийского колледжа в центре города Херн-Бей, который предлагает ряд кратких курсов по информационным технологиям для взрослых. Центр обучения взрослых Whitstable проводит курсы обучения взрослых в различных местах Херн-Бей.

## Религия

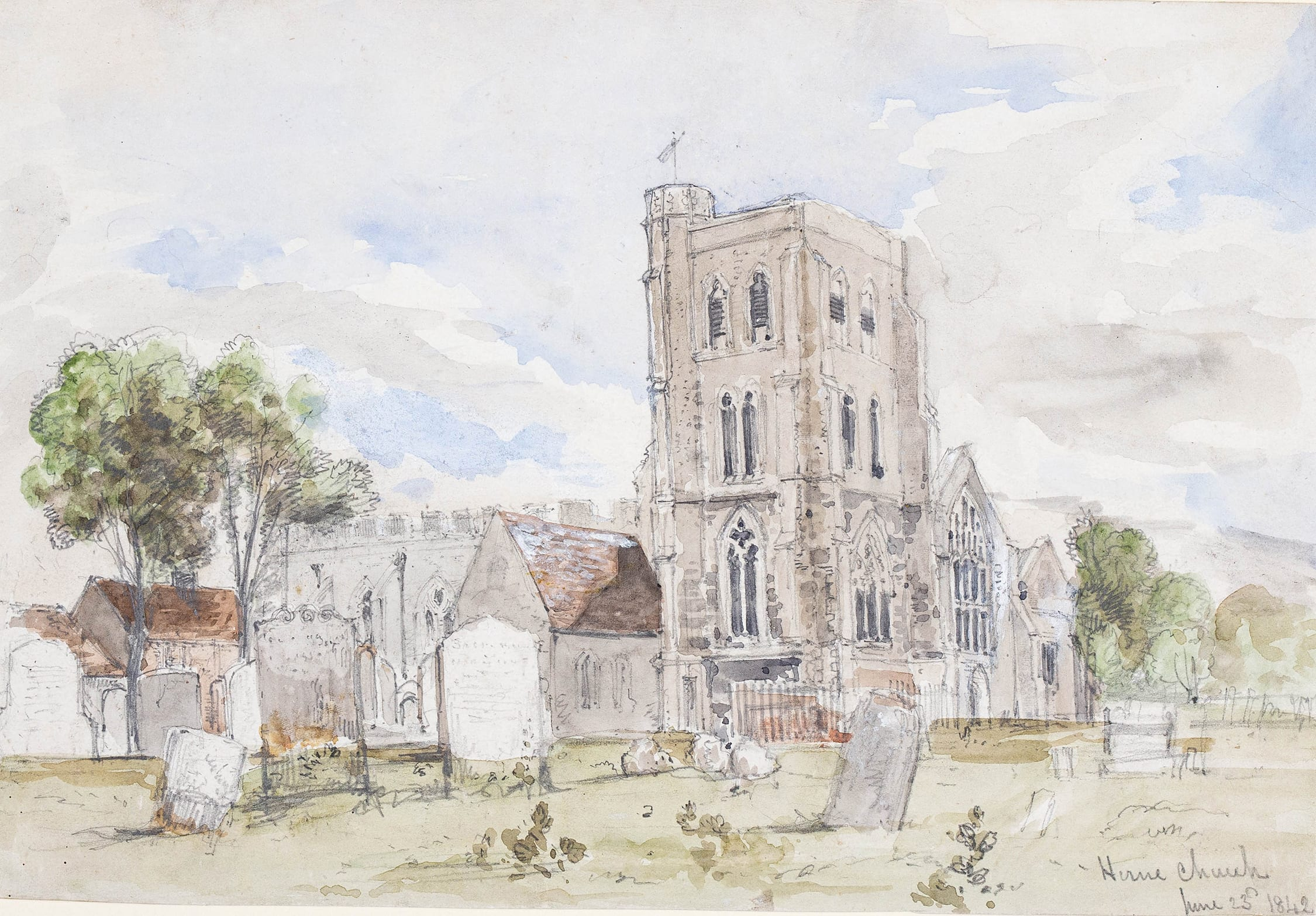
Собор Святого Мартина на картине анонимного автора. 23 июня 1842 года

У англиканской церкви есть два прихода в Херн-Бей: Крайст-Чёрч с собором Святого Андрея и собор Святого Мартина с собором Святого Петра. Католическая церковь Богоматери Святого Сердца находится на Си-стрит. Баптистские церкви есть на Спенсер-роуд и в Рейнольдс-Клоуз. На Мортимер-стрит есть Объединённая (методистская и объединённая реформатская) церковь. Есть также Объединённая реформатская церковь в Лугах, Брумфилд. Армейский корпус спасения Херн-Бей базируется на Ричмонд-стрит. Церковь с балдахином находится на Саут-роуд. Церковь Бикон встречается в школе Бриари, Гринхилл, Херн-Бей. Свободная евангелическая церковь Херн-Бей встречается на Саннихилл-роуд. Христианская спиритуалистическая церковь Херн-Бей находится на Авеню-роуд.

## Культура

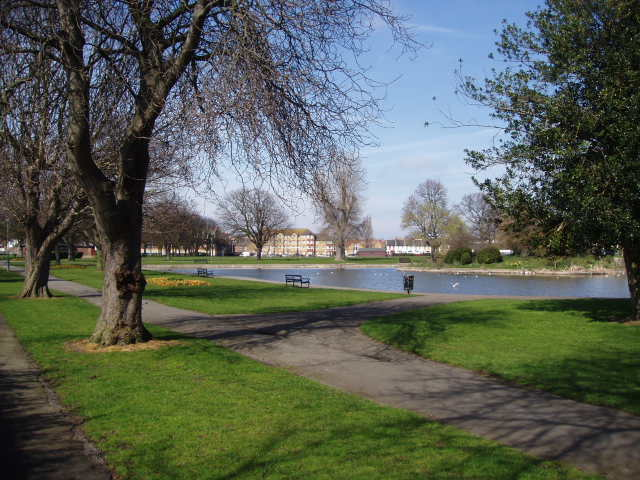
Мемориальный парк Херн-Бей

Фестиваль Херн-Бей проводится каждый август, и в течение десяти дней почти все мероприятия бесплатны, включая живую музыку, выступления, творческие заказы, культурные мероприятия, семейные развлечения, семинары, конкурсы, прогулки, беседы, выставки и семейные развлечения.
Другие летние мероприятия включают «Счастливые дни», программу концертов и семейных развлечений, карнавал в Херн-Бей в центре города, передвижную ярмарку в Мемориальном парке и автобусное ралли в Херн-Бей. Каждое лето совет проводит конкурс садоводов «Херн-Бей в цвету», который побуждает жителей и предприятия поддерживать красивый вид города.
В городе находится Маленький театр Херн-Бей, театральное общество драматургов и член Маленькой театральной гильдии Великобритании, у которого есть театр на 72 места на Буллерс-авеню. В 2007 году театр выиграл крупный грант от Фонда большой лотереи на ремонт и расширение здания и улучшение доступа для инвалидов. В театре также есть действующий молодёжный театр, и каждый год они ставят не менее восьми спектаклей, включая пантомиму. Местная театральная группа Theatrecraft ставит три спектакля в год, включая ежегодную пантомиму в театре King’s Hall. Другие группы и гастрольные компании часто ставят постановки в «Театре в парке» под открытым небом на территории Strode Park House в Херне.
Единственный в городе кинотеатр «Kavanagh» является частью здания в греческом стиле, в котором есть бассейн «Heron» и офисы совета. Есть несколько питейных заведений, особенно в центре города и на берегу моря. Есть ночные клубы, социальные клубы и множество пабов, в том числе один на недавно отреставрированной эстраде на берегу моря. По состоянию на январь 2013 года в состав эстрады входит индийский ресторан.

## Спорт
Город является популярным местом для занятий водными видами спорта; в нём есть клубы парусного спорта, гребли и яхтинга. В городе проходили чемпионаты по гонкам на моторных лодках «Zapcat». На пирсе популярна рыбалка. Ассоциация рыболовов Херн-Бей участвует в национальных соревнованиях по рыбной ловле с берега и с лодки.
Хоккейный клуб «Herne Bay», гимнастический клуб «Greenhill», крикетный клуб «Herne Bay» и молодёжный футбольный клуб «Herne Bay» расположены в средней школе Херн-Бей, специализированном спортивном колледже, а также на новой спортивной арене под названием The Hub. Хоккейный клуб управляет женской командой и пятью мужскими командами, самая высокая из которых играет в региональной 1-й XI лиге Кент Сассекс. Крикетный клуб Herne Bay управляет двумя юношескими командами, мужской воскресной командой и двумя мужскими субботними командами; субботние команды играют в Kent Cricket Feeder League East.
Молодёжный футбольный клуб Херн-Бей состоит из 22 команд и более 320 игроков в возрасте от 6 до 18 лет. Четыре команды играют в Молодёжной лиге Кента, а остальные — в Молодёжном мини-футболе Восточного Кента и 11 побочных лигах.
Теннисный клуб Херн-Бей расположен на окраине города и управляет несколькими командами в Kent League, East Kent League и Dover & District League. Их объекты включают четыре всепогодных корта (два освещённых), до шести кортов с искусственным покрытием и специально построенный клуб. Клуб предлагает обучение юниоров и регулярно проводит клубные вечера для игроков всех возрастов и способностей.
В баскетбольном клубе Херн-Бей есть команды для мужчин, женщин и юниоров в Баскетбольной лиге Восточного Кента. Гольф-клуб Herne Bay имеет поле с восемнадцатью лунками на окраине города. В Мемориальном парке есть спортивная площадка, восемь теннисных кортов и баскетбольная площадка, которыми можно пользоваться бесплатно. Боулинг-клуб Herne Bay расположен рядом с Мемориальным парком и ежегодно проводит несколько открытых турниров по боулингу.
В сентябре 2011 года открылся спортивный центр The Bay Sports Arena, принадлежащий совету. В центре города есть ещё одна частная гимназия. Клуб дзюдо Херн-Бей расположен недалеко от железнодорожного вокзала, и в этом же месте также есть клубы для настольного тенниса и бадминтона. В городе есть ещё два клуба настольного тенниса. Занятия карате будзинкай проводятся в младшей школе Херн-Бей.
Футбольный клуб Херн-Бей, базирующийся на Винчс-Филд, играет в Первом Южном дивизионе Истмийской лиги. Они были чемпионами Кентской лиги в 1992, 1994, 1997, 1998 и 2012 годах. Также на «Winch’s Field» играет футбольный клуб «Кентербери Сити».
Город является основоположником роллер-хоккея, а «Роллер-хоккейный клуб Херн-Бей» является первым в мире.
Клуб дзюдо Херн-Бей, расположенный рядом с железнодорожной станцией города, действует в городе с 1960-х годов. Клуб возник под старым колледжем Святой Марии на вокзальной дороге, пока не переехал в специально построенное додзё, где и находится до сих пор.
В городе проходили чемпионат Европы по самбо 1989 года и чемпионат мира по самбо 1992 года.

## Фильмография
Из-за традиционного приморского вида город часто использовался в качестве места действия телевизионных программ и фильмов. Набережная была показана в таких программах, как историческая драма ITV «Вверх и вниз по лестнице», приморская комедия Би-би-си «Моллюски» 1984 года, «Подростки» канала CBBC и комедия BBC «Маленькая Британия». Железнодорожный вокзал города был замечен в эпизоде комедии 1970-х годов «Some Mothers Do 'Ave 'Em». Город был местом съёмок таких фильмов, как «Французская одежда» Кена Рассела и «Прикосновение Медузы» с Ричардом Бертоном в главной роли. В художественной литературе Дживс из рассказов Пелама Вудхауса регулярно отдыхает в городе, проводя там большую часть времени за рыбалкой. Херн-Бей был родным городом трёх главных героев ситкома BBC 1990-х годов «Game On». Чтобы отпраздновать вклад Энтони Коберна в сериал «Доктор Кто», «BBC South East Today» 22 ноября 2013 года отметил 50-летие сериала, показывая его первый эпизод «Неземное дитя» в театре «Kings Hall».

## Города-побратимы
- Вимрё ( Франция);
- Вальтроп ( Германия);

С 1994 года Ассоциация побратимов Херн-Бей/Вимрё стремится укреплять дружбу между жителями двух городов, организуя такие мероприятия, как велосипедные прогулки и вечера викторин. Херн-Бей и Вальтроп были побратимами с 1976 года, хотя по состоянию на февраль 2007 года их побратимская ассоциация не действовала. Тем не менее, гребной клуб Херн-Бей поддерживает дружбу с гребным клубом Вальтроп, организуя соревнования по гребле и посещая города друг друга.

## Известные жители
Актёр и ведущий Боб Холнесс в детстве жил в городе и посещал начальную школу Херн-Бей, пока не переехал в Ашфорд. Ники Чепмен, судья британских телесериалов Popstars и Pop Idol, родилась и выросла в городе. Родом из Лондона, Дэниел Таммет, персонаж британского документального фильма «Мальчик с невероятным мозгом», теперь переехал в Херн-Бей. Он аутичный учёный с выдающимися способностями к математике, последовательному запоминанию и изучению языка. Лидия Сесилия Хилл (1913–1940), известная как Сисси Хилл, жила в Вестклиффе; она была фавориткой Ибрагима Джохорского и бывшей танцовщицей. Писатель, родившийся в Йоркшире, Уилл Скотт жил и писал в Херн-Бее до своей смерти в 1964 году. В конце 1960-х вокруг города Кентербери было сформировано множество успешных рок- и джаз-групп, создав поджанр музыки, известный как Кентерберийское звучание. Некоторые из этих музыкантов были жителями Херн-Бей, в том числе Дэйв Синклер и Ричард Кофлан из группы Caravan, а также Кевин Эйерс из Soft Machine. Джордж У. М. Рейнольдс, один из самых популярных британских авторов ранней викторианской эпохи, переехал в Херн-Бей в 1854 году и стал одним из уполномоченных по благоустройству города. Детский писатель Эвелин Уитакер родилась здесь в 1844 году. Эктор Гарсия Рибейро, мэр Лимы (Перу) в 1950-х годах, учился в ныне несуществующей Международной школе Херн-Бей. Колин Диксон, управляющий складом, взятый в заложники со своей семьёй во время ограбления склада Securitas на сумму в 53 миллиона фунтов стерлингов в феврале 2006 года, в то время жил в Херн-Бей.
Фредерик Кристиан Палмер, профессионально известный как Фред К. Палмер, был главным публичным фотографом Херн-Бей в начале XX века. Он сфотографировал детектива Эдмунда Рида, который охотился на Джека-Потрошителя и тоже жил в городе. Энн Туэйтс оплатила строительство Часовой башни. Ф. У. Дж. Палмер, геодезист Совета городского округа Херн-Бей в 1891–1915 годах, спроектировал обе фазы строительства Королевского зала в 1904 и 1913 годах. Габриэль Дэвис была шерифом Кентерберийским в 2009–2010 годах и помогла спасти местные музеи от закрытия в 2010 году. Архитектор Эрнест Тревор Спашетт жил по соседству с Уильямом Мэттью Скоттом в период с 1959 по 1965 год. Уильям Сидни Купер писал местные пейзажи и был похоронен на Эддингтонском кладбище. Х. Кемптон Дайсон спроектировал Центральную эстраду.
Вымышленный персонаж Дживс из рассказов П. Г. Вудхауза Дживс и Вустер заявил в рассказах, что провёл отпуск в Херн-Бей.